# William Auguste Coolidge
William Augustus Brevoort Coolidge (Nueva York, 28 de agosto de 1850 – Grindelwald, 8 de mayo de 1926) fue un montañero, teólogo e historiador estadounidense.
Coolidge nació en Nueva York, hijo de Frederic William Skinner Coolidge, un comerciante de Boston, y Elisabeth Neville Brevoort de los Países Bajos. Estudió historia y derecho en St. Paul's School en Concord (Nuevo Hampshire), en Elizabeth College (Guernsey), y en Exeter College (Oxford). En 1875 se convirtió en Fellow de Magdalen College (Oxford). Desde 1880 a 1881 fue profesor de historia británica en Saint David's College en Lampeter y en 1883 se convirtió en sacerdote de la iglesia anglicana.
En 1870 a los veinte años fue nombrado miembro del Alpine Club. Coolidge fue una de las grandes figuras de la llamada Edad de Plata del alpinismo, haciendo primeras ascensiones de los pocos picos significativos en los Alpes que todavía no se habían subido durante la edad de oro del alpinismo. En muchas de estas escaladas fue acompañado por su tía, Meta Brevoort, y su mascota, la perra llamada Tschingel, que se le dio uno de los guías, Christian Almer. 
En 1885 se trasladó a Grindelwald, Suiza, donde murió en 1926.

## Primeras ascensiones en los Alpes
- Piz Badile, 27 de julio de 1867, con F. y H. Dévouassoud
- Ailefroide, 7 de julio de 1870, con Christian Almer y Ulrich Almer
- Pico central de La Meije, 1870, con Meta Brevoort y tres guías
- Unterbächhorn, 1872
- Primer ascenso en invierno de la Jungfrau, enero de 1874, con Christian y Ulrich Almer
- Cima oeste de Les Droites, 16 de julio de 1876, con Christian y Ulrich Almer
- Pic Coolidge, de julio de 1877, con Christian y Ulrich Almer
- Les Bans, 14 de julio de 1878, con Christian y Ulrich Almer
- Scherbadung, 1886